# Walking in the Sun
Walking in the Sun is de vierde single van Born Crain en werd op 10 januari 2007 uitgebracht in België als legale download op het internet; de single is dus niet verkrijgbaar op cd-single. Walking in the Sun staat ook op Born Crains debuut-cd Fools Rush In, die sinds oktober 2006 in de winkel ligt. Ook in Japan zal het nummer verschijnen, weliswaar als debuutsingle.

## Ultratop 50
| Single met hitnotering(en) in de Vlaamse Ultratop 50 | Datum van verschijnen | Datum van binnenkomst | Hoogste positie | Aantal weken | Opmerkingen |
| ---------------------------------------------------- | --------------------- | --------------------- | --------------- | ------------ | ----------- |
| Walking in the Sun                                   | 10-01-2006            |                       |                 |              |             |